# Сантьяго Калатрава

Сантья́го Калатра́ва (ісп. Santiago Calatrava Valls; 28 липня 1951, Валенсія) — іспанський архітектор та скульптор. Автор футуристичних споруд по всьому світу. Має офіси у Цюриху, Валенсії та Парижі.

## Біографія
Займався в Школі архітектури і в Школі мистецтв та ремесел в рідному місті Валенсії. Здобувши освіту в 1975 р., влаштувався на роботу до Швейцарського федерального технологічного інституту в Цюриху, де отримав диплом інженера.
На творчість Калатрави значний вплив справив Ле Корбюзьє. У 1981 році він відкрив свою власну майстерню в Цюриху, причому працював і як архітектор, і як інженер. Його першим проєктом став ангар заводу компанії Jakem в швейцарському Мунхвіллені (1983—1985). Взагалі спочатку кар'єра Калатрави була присвячена здебільшого мостам, залізничним станціям, конструкції яких вивели рівень громадських проєктів на якісно новий рівень.
Далі була телекомунікаційна вежа у Барселоні (1991). Павільйон для художнього музею Мілвокі став першою його роботою у США. У 2001 році споруджена виноробня Ісіос. Напередодні Олімпіади в Афінах за проєктом Калатрави було повністю реконструйовано Афінський олімпійський спортивний комплекс. Першим хмарочосом Калатрави був 54-поверховий Turning Torso у Мальме, Швеція (2005). Нині Калатрава працює над проєктом вокзалу — транспортного вузла Всесвітнього торгового центру у Нью-Йорку.
Стиль Калатрави долає грані, що розділяють архітектуру та скульптуру. Він продовжує традиції іспанського модернізму, проте володіє особливою манерою, що включає деякі риси Фелікса Кандели та Антоніо Гауді.

## Галерея

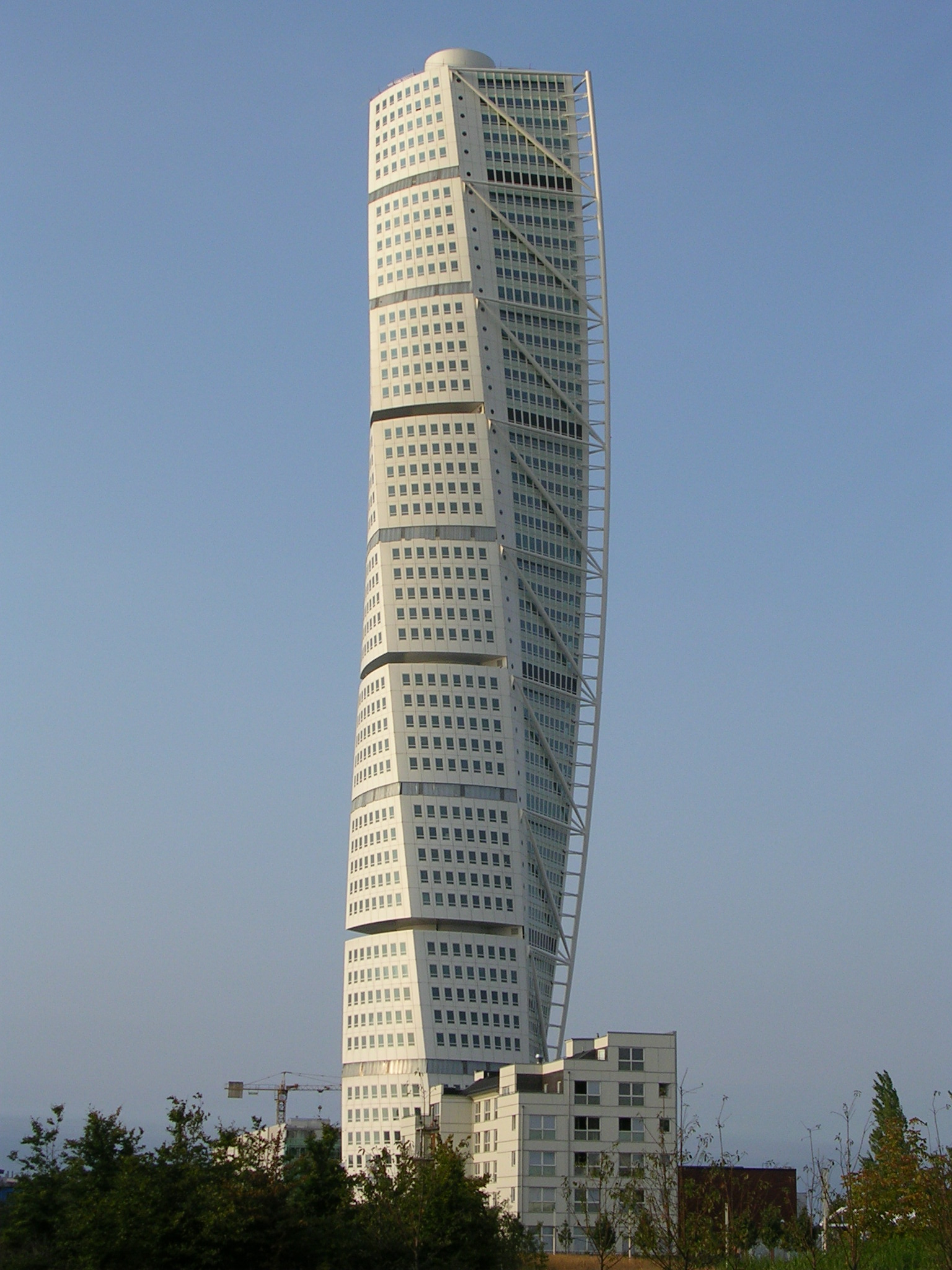
Turning Torso, Мальме
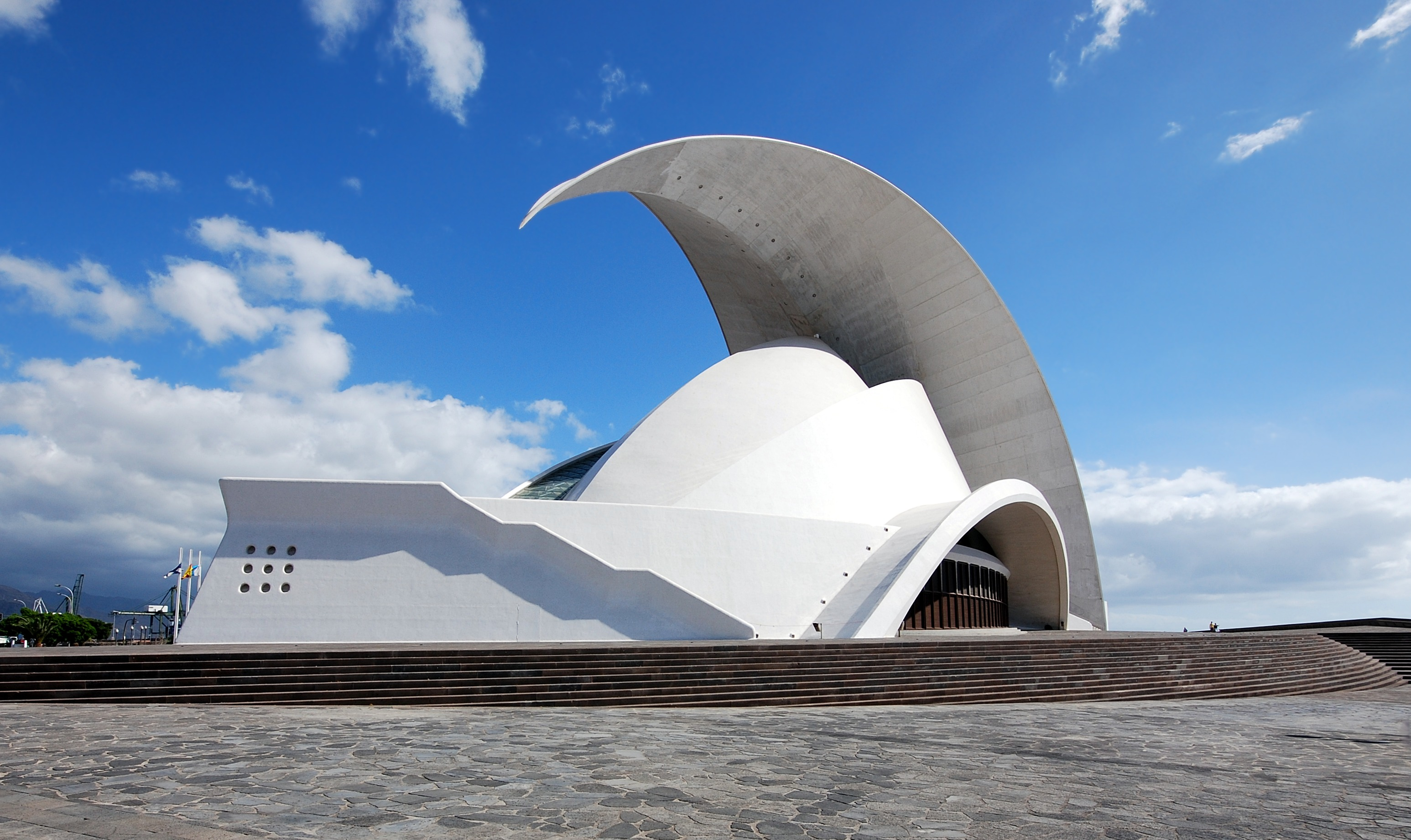
Аудиторіо-де-Тенерифе, Санта-Крус-де-Тенерифе
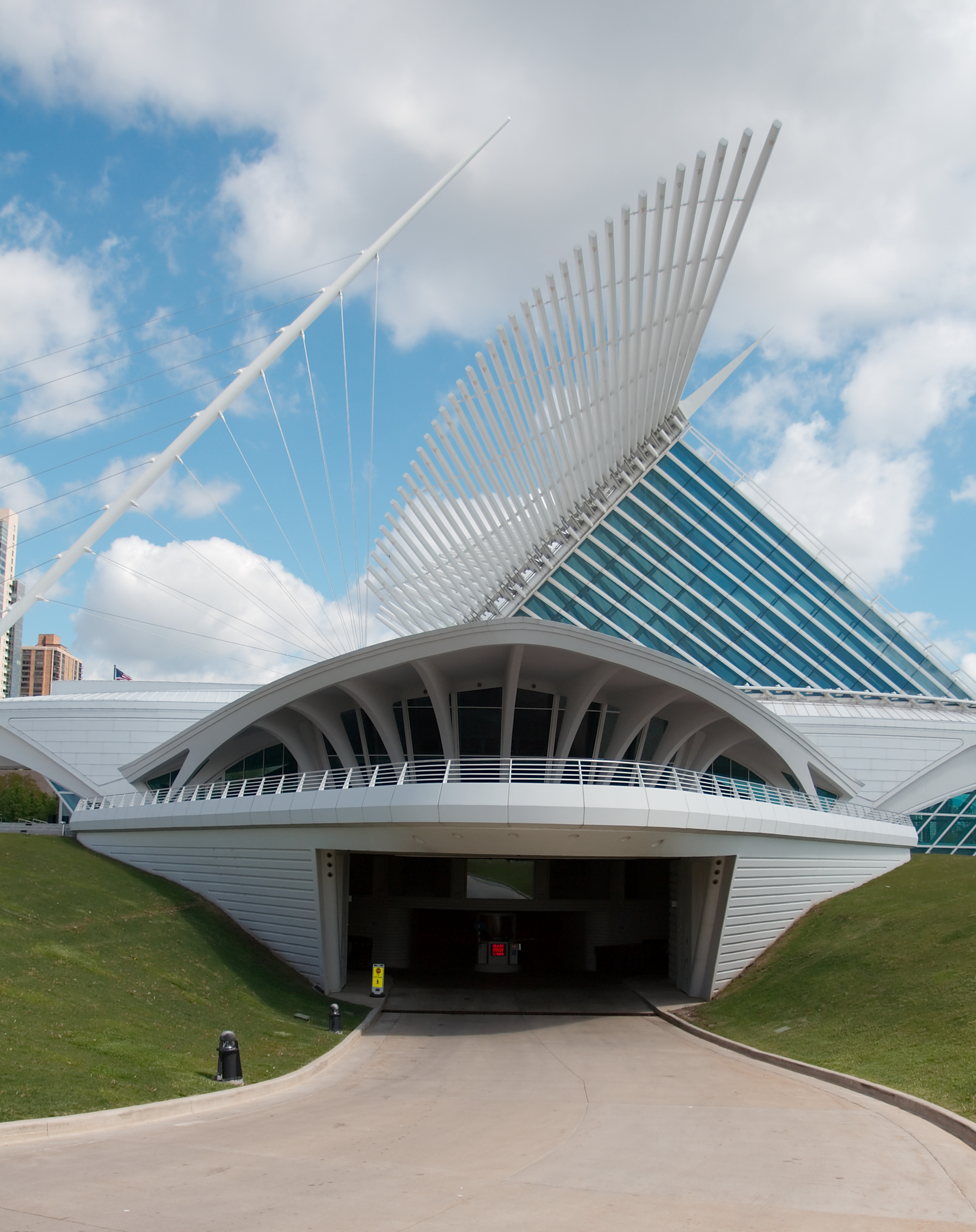
Художній музей, Мілвокі
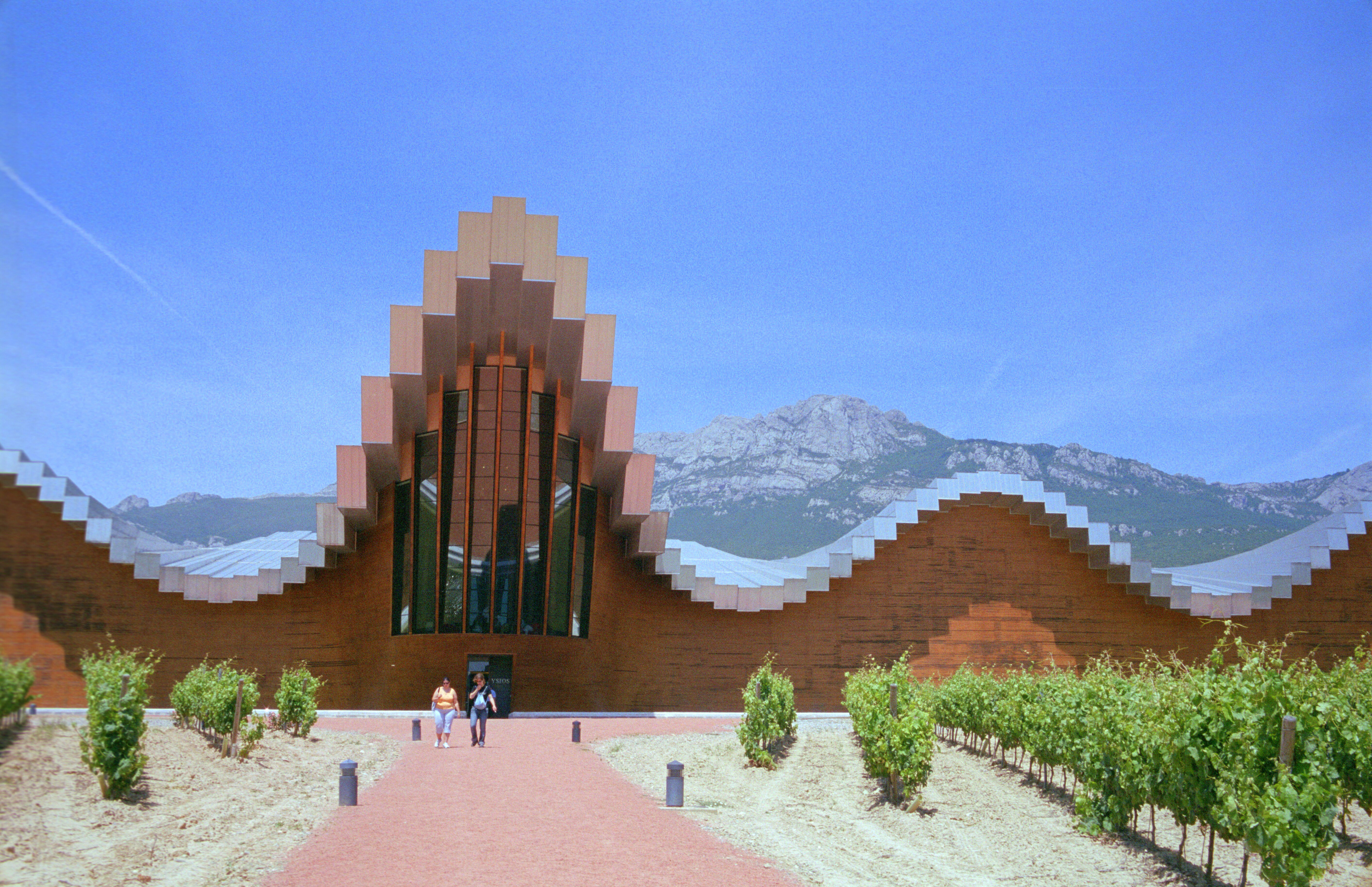
Виноробня Ісіос, 1998–2001. Алава, Іспанія
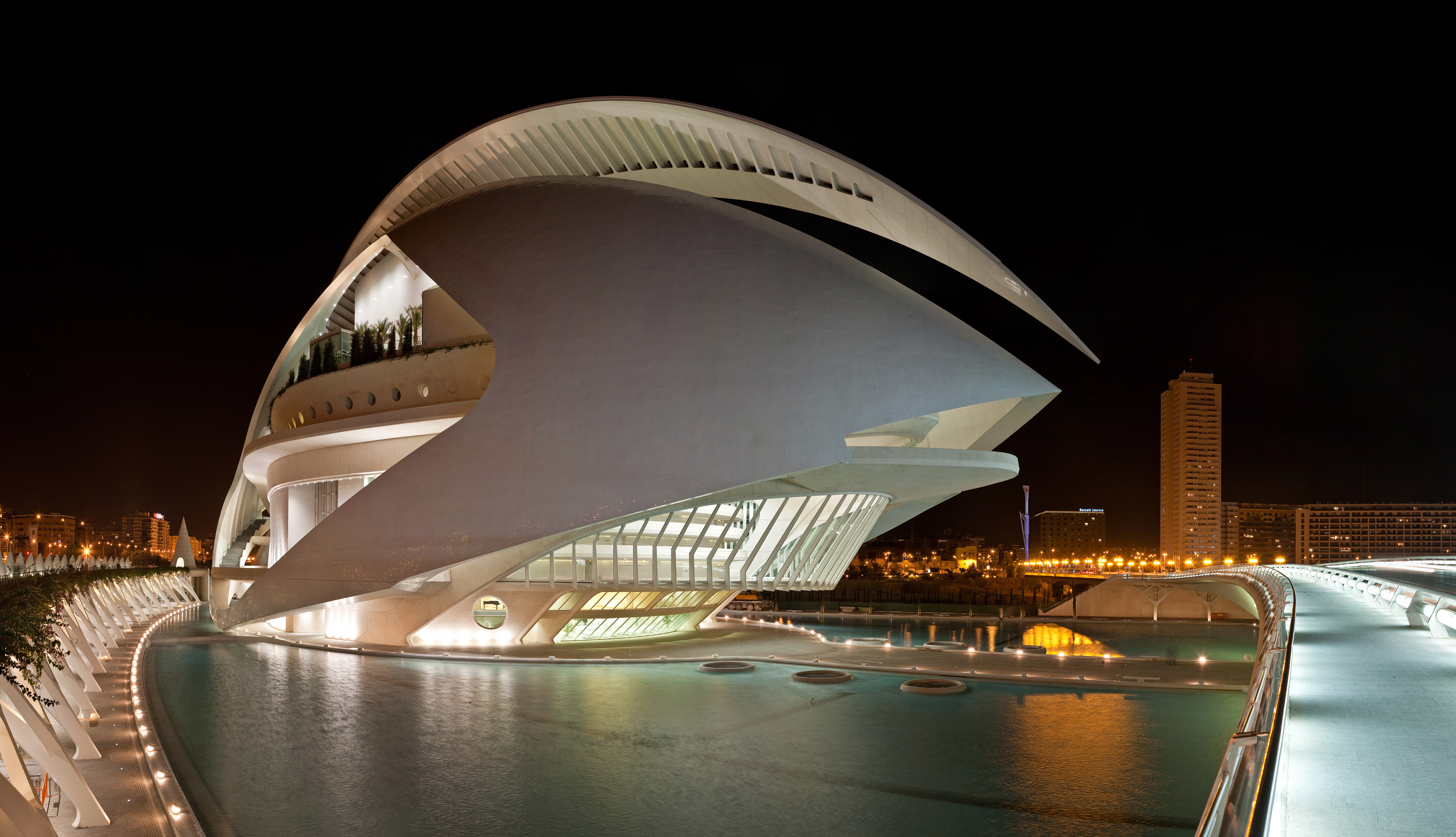
Палац мистецтв імені королеви Софії, Валенсія